# Tetraloniella nanula
Tetraloniella nanula là một loài Hymenoptera trong họ Apidae. Loài này được Cockerell mô tả khoa học năm 1932.